# Mastercard Lola F1 Team
Mastercard Lola F1 Team (kurz zumeist: Lola) war ein britischer Automobilrennstall, der 1997 zur Formel-1-Weltmeisterschaft gemeldet wurde. Betreiber des Teams war Lola Formula 1, ein Tochterunternehmen des traditionsreichen Rennwagenherstellers Lola Cars. Es war dessen einziger Versuch, mit einem eigenen Team in der Formel 1 Fuß zu fassen. Das Projekt scheiterte frühzeitig. Lola erschien 1997 nur zu einem Weltmeisterschaftslauf, nahm aber nicht am Rennen teil. Danach war das Team insolvent und wurde aufgelöst.

## Entstehungsgeschichte

### Lola und die Formel 1

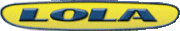
Lola Cars

Das 1958 von Eric Broadley gegründete Unternehmen Lola Cars produzierte in den 1960er-Jahren in erster Linie Sportwagen, baute daneben aber auch einige Monoposto-Rennwagen für den Formelsport. Lola verstand sich in erster Linie als Hersteller. Renneinsätzen mit eigenen Werksteams stand Broadley dagegen von Beginn an skeptisch gegenüber. Ganz überwiegend lieferte Lola seine Autos daher an externe Rennställe – sogenannte Kundenteams –, die die Fahrzeuge eigenverantwortlich und mit eigener Organisation einsetzten. In der Formel 1, für die Lola in den ersten zweieinhalb Jahrzehnten seiner Existenz nur sporadisch und für wechselnde Kunden Rennwagen herstellte, gehörten Reg Parnells Team (1962–1963), Honda (1967–1968), BMW (1968), Embassy Hill (1974–1975) und das Team Haas (1985–1986) dazu. Erst die Verbindung mit Larrousse brachte eine Konstanz in Lolas Formel-1-Engagement: Von 1987 bis 1991 konstruierte Lola regelmäßig die Autos des französischen Teams und erzielte mit ihm in fünf Jahren insgesamt 17 Punkte in der Konstrukteursmeisterschaft. Als Larrousse für die Saison 1992 eine neue Partnerschaft mit Lolas Konkurrenten Robin Herd einging, wechselte Lola nach einem Interimsjahr für 1993 zum italienischen Team BMS Scuderia Italia, das bis dahin von Dallara beliefert worden war. Die Saison 1993 verlief für BMS und Lola „katastrophal“; die Kombination aus einem sehr einfach konstruierten Lola-Chassis und einem schweren Kundenmotor von Ferrari machte die Scuderia Italia zum schwächsten Team des Jahres, das noch vor dem letzten Saisonrennen 1993 den Formel-1-Betrieb einstellte. Obwohl Lola in der Formel-1-Weltmeisterschaft 1994 nicht vertreten war, ließ Broadley ein neues Auto konstruieren, „um unsere Kompetenz zu beweisen“. Ziel war es, das Interesse potentieller Kunden für künftige Verbindungen zu wecken. Das war notwendig, weil Lola in den frühen 1990er-Jahren sowohl in der Formel 3000 als auch im US-Sport Boden an Reynard Motorsport verloren hatte und in der Mitte des Jahrzehnts Gefahr lief, bedeutungslos zu werden. Der außergewöhnlich geformte Prototyp des Lola T95/30 wurde 1995 mit Cosworth-ED-Motor von Allan McNish auf dem Silverstone Circuit kurz getestet, wo das Auto unter anderem erhebliche Kühlungsprobleme zeigte. Der Wagen hatte so wenig Potential, dass Lola mit ihm weder für die Saison 1996 noch für 1997 ein Kundenteam fand.

### Lola und Mastercard: Sponsoring durchCrowdfunding

Namenssponsor: Mastercard

Im November 1996 ergab sich letztlich für Lola die Möglichkeit eines Formel-1-Einstiegs, nun allerdings als Werksteam. Das war in dieser Form ein Novum in der Geschichte des Unternehmens. Lola gewann dafür die Unterstützung des US-amerikanischen Kreditkartenunternehmens Mastercard. Die am 5. November 1996 geschlossene und auf vier Jahre angelegte Vereinbarung sah vor, dass Mastercard im ersten Jahr etwa 10 Mio. US-$ – ein Viertel des Teambudgets – an Lola zahlen sollte.
Mastercards Engagement lag ein „neuartiges Sponsorkonzept“ zugrunde, das im Kern eine Variante des Crowdfunding war: Mastercard selbst investierte nahezu kein eigenes Geld in das Formel-1-Team. Die Mittel für die Zahlungen an Lola sollten vielmehr die Mastercard-Kunden aufbringen. Dafür wurde ein Mastercard-Formel-1-Club gegründet, dem die Kunden des Kreditkartenunternehmens beitreten konnten. Gegen gestaffelte Mitgliedsbeiträge zwischen 79 und 2999 US-$ sollten sie Dinge wie unterschriebene Fotos, Team-Outfits und exklusive Waren erhalten. Für die höchste Stufe sollte es außerdem noch spezielle Teamevents wie ein gemeinsames Essen mit den Fahrern des Teams geben. Mastercard wollte 30 Millionen Werbebroschüren an seine Kunden verschicken und rechnete mit wirtschaftlichem Erfolg, wenn 0,3 Prozent der Angeschriebenen dem Club beiträten.
Dieses Finanzierungskonzept war in der Praxis „alles andere als hilfreich“ für Lola. Es ermöglichte nur einen zögerlichen Geldfluss zum Team und führte dazu, dass Lola in der kostenintensiven, aber kaum publikumswirksamen Entwicklungsphase keine ausreichenden Mittel zur Verfügung standen. Tatsächlich finanzierte sich das Team in der Entwicklungsphase wesentlich durch Kredite. Vor dem ersten Saisonrennen hatte es bereits Verbindlichkeiten in Höhe von 6 Mio £ aufgebaut.

### Kurze Vorbereitungsphase
Anfängliche Planungen gingen davon aus, dass Lolas Werksteam 1998 debütieren werde; kurzfristig verlegte Broadley den Start aber auf die Saison 1997, in der auch Stewart Grand Prix debütierte. Ob die Entscheidung, das Formel-1-Debüt kurzfristig um ein Jahr vorzuziehen, auf Lola oder auf Mastercard zurückzuführen war, ist nicht abschließend geklärt. Viele, aber nicht alle Quellen sehen die Verantwortung bei Mastercard. Die Entscheidung wird teilweise mit der Konkurrenzsituation zwischen Mastercard und dem Bankhaus HSBC begründet, das im Herbst 1996 als Hauptsponsor von Stewart Grand Prix angekündigt worden war: Danach habe Mastercard darauf bestanden, nicht später als HSBC in der Formel 1 zu debütieren.
In den Medien wurde die Entscheidung für den frühen Start Lolas allgemein mit Erstaunen und Unverständnis aufgenommen. Sie setzte Lola unter erheblichen Druck, denn damit blieben dem Team bis zum ersten Rennen nur drei Monate. Zu der Zeit, als Lola mit den Konstruktionsarbeiten für das Einsatzauto begann, hatte Stewart sein Formel-1-Auto bereits fertiggestellt und auch schon Testfahrten unternommen.
Lolas Formel-1-Wagen für die erste Werkssaison wurde am 20. Februar 1997 präsentiert. Nach der Vorstellung führte das Team einen ersten Funktionstest auf dem Santa Pod Raceway, einer Flugplatzpiste in der mittelenglischen Gemeinde Podington, durch, einen Tag später gab es kurze Testfahrten in Silverstone – einige Quellen gehen von insgesamt acht Runden aus, Vincenzo Sospiri spricht von zwölf Runden –, die durch wiederholte Getriebeprobleme behindert wurden. Danach wurden die Autos und das sonstige Material unmittelbar für das erste Rennen des Jahres nach Australien verschifft.

## Organisation
Für das Formel-1-Engagement wurde das Unternehmen Lola Formula 1 gegründet, bei dem die Entwicklung des Autos und die Organisation des Rennbetriebs angebunden war. Lola Formula 1 war formal selbständig; alle Unternehmensanteile gehörten aber Lola Cars. Das Team hatte seine Basis im Lola-Cars-Werk in der mittelenglischen Gemeinde Huntingdon. Bei der Entwicklung nutzte es die Kapazitäten von Lola Cars.
Parallel zur Entwicklung des neuen Rennwagens musste Lola im Winter 1996/1997 auch das künftige Einsatzteam aufbauen. Diese Organisationsaufgabe übernahm Keith Wiggins, der Inhaber des Teams Pacific Racing, das bis 1995 in der Formel 1 gewesen war und seit 1996 an der Formel-3000-Meisterschaft teilnahm.

## Auto

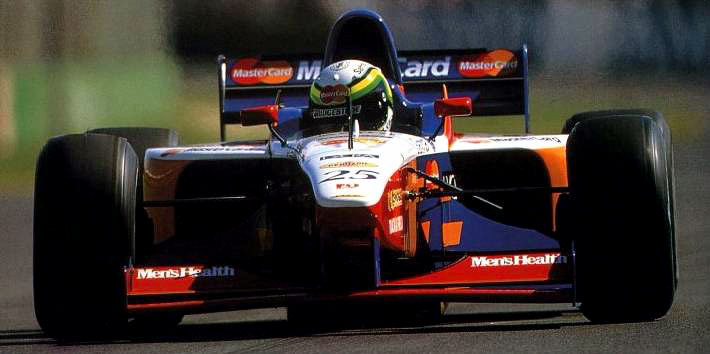
Lola T97/30

Mastercard Lola meldete für die Saison 1997 den Lola T97/30. Der von Chris Murphy und Duncan McRobbie konstruierte Wagen basierte zum großen Teil auf dem T95/30 von 1994, möglicherweise auch auf Ideen für einen letztlich nicht realisierten Rennwagen von Pacific Racing. Eric Broadley erklärte hingegen, der T97/30 sei von Lolas IndyCar-Konstruktionen abgeleitet. Anders als der T95/30 hatte der T97/30 eine über dem Kopf des Fahrers ansetzende Motorabdeckung und große Seitenkästen, die an den Benetton B194 erinnerten. Joanna Moss entwickelte die Aerodynamik komplett im CAD-Verfahren; Windkanaltests fanden aus Zeitgründen nicht statt. Als Antrieb diente ein Achtzylindermotor von Cosworth der Baureihe ECA, der aus Marketinggründen als Ford Zetec-R bezeichnet wurde. Er war eine Weiterentwicklung des Achtzylinders, mit dem Michael Schumacher 1994 die Fahrerweltmeisterschaft gewonnen hatte, und war 1995 von Sauber und 1996 von Forti Corse eingesetzt worden. Obwohl Cosworth bei ihm – anders als beim regulären Kundenmotor ED, den Tyrrell einsetzte – teure Spezialmaterialien verwendete, war der ECA schwerer und schwächer als der ED. Seine Leistung lag bei etwa 640 PS. Broadley sah den Cosworth ECA allerdings nur als Notlösung an. Bei der Teampräsentation erklärte er, Lola werde noch 1997 auf einen eigenen Zehnzylindermotor wechseln, dessen Entwicklung der Spezialist Al Melling bereits begonnen habe. Details zu diesem Motor, der nie das Stadium der Einsatzbereitschaft erreichte, sind unklar und Gegenstand verschiedener Spekulationen.

## Fahrer
Vor Saisonbeginn waren Martin Brundle und Allan McNish als Lolas Stammfahrer im Gespräch gewesen, die Wahl fiel jedoch auf den Brasilianer Ricardo Rosset und den Italiener Vincenzo Sospiri. Rosset und Sospiri waren 1995 in der Internationalen Formel-3000-Meisterschaft Teamkollegen bei Super Nova Racing gewesen und waren in diesem Jahr Meister (Sospiri) bzw. Vizemeister geworden. Während Rosset 1996 bereits für Arrows in der Formel 1 gefahren war, hatte Sospiri noch kein Formel-1-Rennen bestritten. Er war 1996 Testfahrer bei Benetton F1 gewesen und gab diese Rolle auf, um einen Jahresvertrag mit Lola zu schließen. Andrea Montermini ergänzte das Lola-Team als Test- und Ersatzfahrer.

## Der Große Preis von Australien 1997

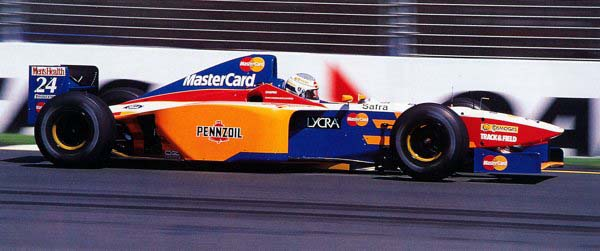
Lola T97/30 in Australien 1997

Das Auftaktrennen der Saison 1997 war der Große Preis von Australien auf dem Albert Park Circuit in Melbourne. Beide Lola T97/30 wurden erst sehr kurz vor dem ersten freien Training am Freitagmorgen fertig; die Mechaniker hatten an den Tagen vorher „mehrmals rund um die Uhr“ gearbeitet.
Im Freitagstraining waren die Lolas die mit Abstand langsamsten Autos. Rossets Rundenzeit lag neun Sekunden über der schnellsten Zeit von Jacques Villeneuve (Williams), Sospiri war 12 Sekunden langsamer als Villeneuve. Beide Fahrer klagten über erhebliche Balanceprobleme. Rosset erklärte rückblickend, das Auto habe zu viel Abtrieb, aber keinen Grip entwickelt. Außerdem habe eine Basisabstimmung für das Auto gefehlt. Die Ingenieure hätten zunächst eine Abstimmung frei improvisiert („geraten“), und als das nicht funktionierte, „sind wir in Panik geraten.“ Im dritten freien Training am Samstagvormittag war der Rückstand beider Lola auf den schnellsten Fahrer noch größer: Rosset war 13 und Sospiri 16 Sekunden langsamer als Villeneuve.
Im Qualifikationstraining fuhr Villeneuve mit einer Zeit von 1:29,369 min die Poleposition heraus. Seit einem Jahr galt im Qualifikationstraining die 107-Prozent-Regel, nach der ein Fahrer nur dann für das Rennen qualifiziert ist, wenn er für seine schnellste Runde im Qualifying nicht mehr als 107 Prozent der Pole-Zeit benötigt. Bezogen auf Villeneuves Ergebnis, lag die 107-Prozent-Zeit bei 1:35,625 min. Beide Lola-Fahrer verfehlten diese Zeit deutlich. Sospiri erreichte eine Rundenzeit von 1:40,972 min, Rosset war mit einer Zeit von 1:42,086 min noch mehr als eine Sekunde langsamer. Da weder Rosset noch Sospiri im freien Training eine Zeit gefahren hatten, die die 107-Prozent-Regel einhielt, kam auch eine Ausnahmeentscheidung zugunsten der Lola-Piloten nicht in Betracht. Damit war das Mastercard Lola F1 Team nicht zur Teilnahme an dem ersten Großen Preis, zu dem es gemeldet war, berechtigt. Stewart Grand Prix, das ebenfalls in Melbourne debütierte, belegte mit Rubens Barrichellos 11. Startplatz eine Position im Mittelfeld.
Nach diesem Renntermin zog sich Hauptsponsor Mastercard „aus Angst vor einem Imageschaden“ zurück, und „das Team war insolvent.“

## Weitere Entwicklung
Nach dem Scheitern in Melbourne ließ Broadley umgehend eine neue Radaufhängung konstruieren, die schon beim folgenden Rennen in Brasilien eingesetzt werden sollte. Außerdem gab es neue Seitenkästen mit konkavem Profil. Schließlich kündigte er die Konstruktion eines komplett neuen Autos an. Angesichts der hohen Schulden erklärte Broadley, das Team benötige für die weitere Entwicklung mehr Geld. Lolas Partner Mastercard war allerdings nicht bereit, von dem bestehenden Sponsorkonzept abzuweichen, und lehnte weitere Zahlungen ab. Einige Quellen berichten, Mastercard habe die Verbindung zu Lola nach dem Großen Preis von Australien umgehend beendet. Daraufhin stellte Broadley, um weiteren Schaden für das Mutterunternehmen Lola Cars abzuwenden, noch vor dem Großen Preis von Brasilien den Betrieb von Lola Formula 1 ein und zog das Team aus der Weltmeisterschaft zurück. Die Wagen und die Ausrüstung wurden noch an die Rennstrecke in São Paulo transportiert, der Trainingsbetrieb wurde aber nicht mehr aufgenommen. Die Fahrer erfuhren von der Aufgabe des Teams durch die örtlichen Zeitungen.
Lola Formula 1 wurde im Frühjahr 1997 wegen Zahlungsunfähigkeit aufgelöst. Die Insolvenz griff am Ende auch auf das Mutterunternehmen über. Im Sommer 1997 war Lola Cars, der größte Einzelgläubiger des Formel-1-Teams, ebenfalls zahlungsunfähig und wurde unter Insolvenzverwaltung gestellt. Im Zuge des Insolvenzverfahrens wurde Eric Broadley freigestellt. Der irische Unternehmer Martin Birrane übernahm Lola Cars und führte den Betrieb mit neuer Ausrichtung durch das erste Jahrzehnt des 21. Jahrhunderts. Im Frühjahr 2012 wurde Lola erneut zahlungsunfähig und im Rahmen eines Insolvenzverfahrens aufgelöst; die Produktion von Automobilen endete im Oktober 2012.

## Zitate
“If we don't beat Stewart Grand Prix, then we deserve to be given a good kick up the backside. With our experience and back-up, it should be no problem.”

„Wenn wir Stewart Grand Prix nicht schlagen, dann verdienen wir einen kräftigen Tritt in den Hintern. Mit unserer Erfahrung und unseren Unterstützern sollte das kein Problem sein.“

“The 107% rule is actually quite a large margin. If we can't do that, then we really shouldn't be in it.”

„Die 107-Prozent-Regel ist ein ziemlich großzügiger Rahmen. Wenn wir das nicht schaffen, sollten wir wirklich nicht dabei sein.“

## Zahlen und Daten

### Statistik in der Formel 1
| Saison | Teamname                | Chassis     | Motor        | Reifen | Grands Prix | Siege | Zweiter | Dritter | Poles | schn. Runden | Punkte | WM-Rang |
| ------ | ----------------------- | ----------- | ------------ | ------ | ----------- | ----- | ------- | ------- | ----- | ------------ | ------ | ------- |
| 1997   | Mastercard Lola F1 Team | Lola T97/30 | Ford Zetec-R | B      | –           | –     | –       | –       | –     | –            | 0      | –       |

### Alle Fahrer von Mastercard Lola F1 in der Formel 1
| Name             | Jahr | Grand Prix | Punkte | Siege | Zweiter | Dritter | Poles | SR | beste WM-Pos. |
| ---------------- | ---- | ---------- | ------ | ----- | ------- | ------- | ----- | -- | ------------- |
| Ricardo Rosset   | 1997 | –          | –      | –     | –       | –       | –     | –  | –             |
| Vincenzo Sospiri | 1997 | –          | –      | –     | –       | –       | –     | –  | –             |

### Ergebnisse in der Formel 1
| Saison | Chassis     | Fahrer     | Nr. | 1   | 2  | 3 | 4 | 5 | 6 | 7 | 8 | 9 | 10 | 11 | 12 | 13 | 14 | 15 | 16 | 17 | Punkte | Rang |
| ------ | ----------- | ---------- | --- | --- | -- | - | - | - | - | - | - | - | -- | -- | -- | -- | -- | -- | -- | -- | ------ | ---- |
| 1997   | Lola T97/30 |            |     |     |    |   |   |   |   |   |   |   |    |    |    |    |    |    |    |    | 0      | −    |
| 1997   | Lola T97/30 | V. Sospiri | 24  | DNQ | WD |   |   |   |   |   |   |   |    |    |    |    |    |    |    |    | 0      | −    |
| 1997   | Lola T97/30 | R. Rosset  | 25  | DNQ | WD |   |   |   |   |   |   |   |    |    |    |    |    |    |    |    | 0      | −    |

| Legende  | Legende            | Legende                                                          |
| Farbe    | Abkürzung          | Bedeutung                                                        |
| -------- | ------------------ | ---------------------------------------------------------------- |
| Gold     | –                  | Sieg                                                             |
| Silber   | –                  | 2. Platz                                                         |
| Bronze   | –                  | 3. Platz                                                         |
| Grün     | –                  | Platzierung in den Punkten                                       |
| Blau     | –                  | Klassifiziert außerhalb der Punkteränge                          |
| Violett  | DNF                | Rennen nicht beendet (did not finish)                            |
| Violett  | NC                 | nicht klassifiziert (not classified)                             |
| Rot      | DNQ                | nicht qualifiziert (did not qualify)                             |
| Rot      | DNPQ               | in Vorqualifikation gescheitert (did not pre-qualify)            |
| Schwarz  | DSQ                | disqualifiziert (disqualified)                                   |
| Weiß     | DNS                | nicht am Start (did not start)                                   |
| Weiß     | WD                 | zurückgezogen (withdrawn)                                        |
| Hellblau | PO                 | nur am Training teilgenommen (practiced only)                    |
| Hellblau | TD                 | Freitags-Testfahrer (test driver)                                |
| ohne     | DNP                | nicht am Training teilgenommen (did not practice)                |
| ohne     | INJ                | verletzt oder krank (injured)                                    |
| ohne     | EX                 | ausgeschlossen (excluded)                                        |
| ohne     | DNA                | nicht erschienen (did not arrive)                                |
| ohne     | C                  | Rennen abgesagt (cancelled)                                      |
| ohne     | keine WM-Teilnahme |                                                                  |
| sonstige | P/fett             | Pole-Position                                                    |
| sonstige | 1/2/3/4/5/6/7/8    | Punktplatzierung im Sprint-/Qualifikationsrennen                 |
| sonstige | SR/kursiv          | Schnellste Rennrunde                                             |
| sonstige | *                  | nicht im Ziel, aufgrund der zurückgelegten Distanz aber gewertet |
| sonstige | ()                 | Streichresultate                                                 |
| sonstige | unterstrichen      | Führender in der Gesamtwertung                                   |